# 摩多利首
摩多利首（IAST：Mātariśvan）梨俱吠陀中的一个神祇名字，通常被认为是火神阿耆尼的别名。
摩多利首在梨俱吠陀中共被提到27次。没有单独的颂歌献给他，他通常被与阿耆尼和毗婆薮联系在一起。婆羅門教中的摩多利首與希腊神话中的普罗米修斯非常相似；他在天界发现了被藏起来的火，用摩擦的方法将火种取出，然后送给婆利古仙人。从此人间就有了火。因此他是从天神处取火给人类的大神。

## 资料来源
- 《宗教词典》，上海辞书出版社，ISBN 978-7-5326-2840-7
- 《梵语文学史》，金克木著，江西教育出版社，ISBN 7-5392-3150-5/I351·092